# Quercus pentacycla
Quercus pentacycla és una espècie de roure que pertany a la família de les fagàcies i està dins del subgènere Cyclobalanopsis, del gènere Quercus.

## Descripció
Quercus pentacycla és un arbre de fins a 15 metres d'alçada. Les branques són gruixudes, marrons grisenques, glabres i lenticel·lades amb lenticel·les grises. El pecíol fa entre 1,5 a 2 cm, sulcat i glabre. El limbe de la fulla és ovat-el·líptic, de 10-14 × 4-6 cm, coriàcia, de color blanquinós escamós abaxialment o amb pèls simples prostrats, adaxialment verd i glabre, base subarrodonida i lleugerament obliqua, marge serrat, àpex agut a poc acuminat; nervis secundaris 13-15 a cada costat del nervi central; nervis terciaris abaixalment prims, evidents. La cúpula és obcònica, d'uns 6 mm × 1,2 cm, que tanca 1/3-1/2 de la gla, a l'exterior és blanquinosa tomentosa, a l'interior és prostrat sedós, paret d'1 mm de gruix aproximadament i les bràctees en 4 o 5 anells i marge dentat. Les glans són marrons vermelloses, ovoides-el·lipsoides, d'uns 1,7 × 1,2 cm, brillant, les cicatrius de les glans fan uns 7 mm de diàmetre, convexes, té un estil d'uns 2,5 mm de diàmetre i fructifica al novembre.

## Distribució i hàbitat
Quercus pentacycla creix al sud-est de la província xinesa de Yunnan (Malipo Xian), als boscos muntanyencs mesofítics mixtos entre els 1400 i 1500 m.

## Taxonomia
Quercus pentacycla va ser descrita per Y.T.Chang i publicat a Acta Phytotaxonomica Sinica 11(3): 256–257, pl. 34, f. 2. 1966.
Etimologia
Quercus: nom genèric del llatí que designava igualment al roure i a l'alzina.
pentacycla: epítet llatí que significa que consta de cinc cotes.